# Only If…
Az Only If… Enya ír dalszerző és énekesnő egyetlen kislemeze első, Paint the Sky with Stars című válogatásalbumáról. A dal egyike a két új dalnak a válogatásalbumon (a másik a címadó dal).

## Változatok
A kislemez különböző kiadásai.
CD kislemez (Németország)
7" kislemez (USA)
Kazetta (Egyesült Királyság)
1. Only If…
2. Oíche chiúin

CD maxi kislemez (Ausztrália, Japán, Németország, Tajvan, USA)
Kazetta (USA)
1. Only If…
2. Willows on the Water
3. Oíche chiúin